# Слободянюк, Дмитрий Онуфриевич
Дмитрий Онуфриевич Слободянюк (1911, село Мартыновка, теперь Барского района Винницкой области — ?) — советский деятель, председатель Винницкого промышленного областного исполнительного комитета, 2-й секретарь Винницкого обкома КПУ. Депутат Верховного Совета УССР 5-6-го созывов.

## Биография
Член ВКП(б) с 1938 года.
Находился на партийной работе.
В июне 1941 — июне 1943 г. — в Красной армии. Участник Великой Отечественной войны. В июне — июле 1941 г. — политический руководитель роты 209-го стрелкового полка 56-й стрелковой дивизии Южного фронта. В июле 1941 года был тяжело ранен в районе реки Буг. В декабре 1941 — июле 1942 г. — комиссар батареи 646-го артиллерийского полка 30-й армии Калининского фронта. В июле 1942 года был тяжело ранен в левую ногу возле города Ржева. Долго лечился в госпиталях. В июне 1943 года комиссован из советской армии.
С 1943 года — 2-й, 1-й секретарь Копайгородского районного комитета КП(б)У Винницкой области.
До августа 1955 г. — 1-й секретарь Погребищенского районного комитета КПУ Винницкой области.
В августе 1955 — январе 1963 г. — 2-й секретарь Винницкого областного комитета КПУ.
В январе 1963 — декабре 1964 г. — председатель исполнительного комитета Винницкого промышленной областного совета депутатов трудящихся.
Потом — на пенсии.

## Звание
- старший лейтенант

## Награды
- орден Ленина (26.02.1958)
- орден Знак Почета (23.01.1948)
- орден Отечественной войны 1-й степени (6.04.1985)
- орден Красной Звезды (6.11.1947)
- ордена
- медали